# Закон Шарля
Зако́н Ша́рля — один из основных газовых законов, описывающий соотношение давления и температуры идеального газа. Экспериментальным путём зависимость давления газа от температуры при постоянном объёме установлена в 1787 году Шарлем и уточнена Гей-Люссаком в 1802 году.

## Формулировка закона
Давление некоторой массы газа при нагревании на 1 °C в неизменном объёме увеличивается на 1/273 часть давления при 0 °C.

Этот закон справедлив постольку, поскольку температура является мерой средней кинетической энергии вещества. Если кинетическая энергия газа увеличивается, его частицы сталкиваются со стенками сосуда на большей скорости, тем самым передавая стенке больший импульс и создавая более высокое давление.
Математическое выражение:
{\displaystyle p=p_{0}{\biggl (}1+{{t} \over {273}}{\biggr )}},
где
{\displaystyle p} — давление газа при температуре {\displaystyle t};
{\displaystyle p_{0}}— давление газа при температуре 0° C.
Закон имеет особенно простой математический вид, если температура измеряется по абсолютной шкале, например в кельвинах:
{\displaystyle \qquad P\sim {T}}
или
{\displaystyle {\frac {P}{T}}=k}
где:
P — давление газа,
T — температура газа по абсолютной шкале,
k — константа.
Для сопоставления параметров того же количества вещества в разных состояниях закон можно записать в виде пропорции:
{\displaystyle {\frac {P_{1}}{T_{1}}}={\frac {P_{2}}{T_{2}}}} или {\displaystyle {P_{1}}{T_{2}}={P_{2}}{T_{1}}.}
Закон Гей-Люссака, закон Шарля и закон Бойля — Мариотта вместе образуют объединённый газовый закон. В сочетании с законом Авогадро эти три газовых закона обобщаются до уравнения состояния идеального газа.

## Границы применимости
Температурный коэффициент давления 1/273 1/° C не остаётся постоянным в широком диапазоне температур при отсчёте по ртутному термометру. При температурах, когда газ приближается к состоянию сжижения, и для сильно сжатых газов, закон Шарля неприменим.

## Неоднозначность терминологии
Закон Амонтона о давлении и температуре: закон давления, описанный выше, может быть приписан Гильому Амонтону, который в начале XVIII века (точнее между 1700 и 1702 годом) обнаружил, что давление фиксированной массы газа, поддерживаемого при постоянном объёме, пропорционально его температуре. Амонтон обнаружил это при постройке «воздушного термометра».